# Joseph-Octave Beaubien
Pour l’article homonyme, voir Beaubien.
Joseph-Octave Beaubien (22 mars 1824-7 novembre 1877) est un médecin et homme politique fédéral et municipal du Québec.

## Biographie
Né à Nicolet dans le Bas-Canada, Joseph-Octave Beaubien étudie au Collège de Nicolet et l'anglais à Rochester dans l'État de New York aux États-Unis. Revenu au Bas-Canada, il étudia la médecine et partit pratiquer dans la région de Montmagny en 1847. 
Élu député du Parti conservateur dans la circonscription fédérale de Montmagny en 1867, il est précédemment député de cette même circonscription à l'Assemblée législative de la Province du Canada depuis 1857. Il fut défait en 1872.
Simultanément à sa carrière sur la scène fédérale, il est nommé au Conseil législatif du Québec dans la division De la Durantaye de 1867 jusqu'à son décès à Montmagny en 1877 à l'âge de 53 ans. Il fut commissaire des Terres de la Couronne de 1867 à 1873.
Il est aussi Lieutenant-colonel dans le 61e Bataillon de la milice de Montmagny-L'Islet.
Son oncle, Pierre Beaubien est député de l'Assemblée législative du Canada-Est et sa fille, Caroline-Alix, épousa Jules-Joseph-Taschereau Frémont qui deviendra député fédéral du Comté du Québec de 1891 à 1896 et maire de Québec de 1890 à 1894.
Une rue à son honneur a été nommée dans la ville de Québec ainsi qu'une dans la ville de Montmagny.